# Catherine Fulton

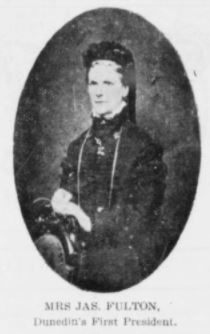
Catherine Henrietta Elliot Fulton

Catherine Henrietta Elliot Fulton, geb. Valpy (* 19. Dezember 1829 in Cheltenham, der Grafschaft Gloucestershire in England; † 5. Mai 1919 in Dunedin, Südinsel, Neuseeland) war eine neuseeländische Frauenrechtlerin, Sozialreformerin und Philanthropin.

## Frühes Leben
Catherine Henrietta Elliot Valpy wurde am 19. Dezember 1829 als dritte Tochter der Eheleute Caroline Jeffreys und William Henry Valpy in Cheltenham, der Grafschaft Gloucestershire in England geboren. Ihr Vater war in der East India Company involviert. Sie wurde größtenteils von ihrem Onkel Reverend Peter French erzogen, doch stand sie auch unter dem Einfluss eines anderen Onkels, des evangelischgläubigen Reverend Charles Jeffreys. In den Jahren 1845 und 1846 bereiste die Familie Valpy Europa, wo besonders Italien besondere Eindrücke bei der 16-jährigen Catherine hinterließ.

## Neuseeland
Ende 1848 wanderte die Familie Valpy mit fünf ihrer sechs Kinder nach Neuseeland aus und erreichten auf dem Schiff Ajax im Januar 1849 die Provinz Otago. Rund dreieinhalb Jahre später heiratete am 22. September 1852 Catherine Valpy in Dunedin den Landbesitzer James Fulton. Die Zeremonie fand im Haus ihrer Eltern statt, in dem auch zeitgleich ihre Schwester Juliet Valpy William Mackworth ehelichte. Das Land von James Fulton lag in West Taieri, wurde zunächst Ravensbourne und später Ravenscliffe genannt. Abgesehen von kurzen Aufenthalten an anderen Orten lebte Catherine für den Rest ihres Lebens und damit über 70 Jahre an diesem Ort.
Nicht lange nach ihrer Heirat trat sie mit ihrem Mann dem Unterstützungsfonds für presbyterianische Geistliche in West Taieri bei, wo beide führende Positionen in der Gemeinde einnahmen. Über viele Jahre fanden in dem Haus der Fultons wöchentliche Gottesdienste statt und Catherine gründete eine Sonntagsschule und eine Bibelklasse, die zeit ihres Lebens unter ihrer Leitung stand. Ihr musikalisches Talent brachte sie in die Gottesdienste mit ein und ihre Überzeugungen dazu, sich in sozialen, politischen und religiösen Bewegungen zu engagieren. Sie organisierte und leitete als Beispiel über mehrere Jahre das Tract Depot, das sich zum Ziel gesetzt hatte, christliche Literatur evangelischen Charakters zu verbreiten. Auch gründete sie die Band of Hope Coffee Rooms, die sie zusammen mit ihren Schwestern Ellen Jeffreys und Arabella Valpy leitete.
Sie setzte sich für das moralische und soziale Wohlergehen junger Menschen in der Otago Benevolent Institution und der Otago Industrial School ein, nahm regelmäßig an Dorcas- und Mütterversammlungen teil und half im Mai 1885 den Dunediner Zweig der Women’s Christian Temperance Union New Zealand zu gründen, dessen erste Präsidentin sie in Dunedin wurde. Von 1889 bis 1892 übernahm sie die Präsidentschaft der Organisation in Neuseeland. 1892 trat sie dann von ihrem Amt zurück, als eine von ihr befürwortete Satzungsänderung zu Amtsträgerinnen von der Mitgliederversammlung nicht angenommen wurde.
Fulton war eine glühende Verfechterin des Frauenwahlrechts und wurde darin von ihrem Mann, der auch für die Abstinenzbewegung war, unterstützt. Nach dem Tod ihres Mannes im Jahr 1891 leitete Catherine Fulton das Gestüt der Familie in Ravenscliffe weiter. Sie selbst verstarb am 6. Mai 1919. Von 1857 an bis zu ihrem Tod im Jahr 1919 führte sie ausführlich ihr tägliches Tagebuch über die Ereignisse um sie herum und beschrieb dort auch Personen mit ihren Eigenheiten und charakterlichen Eigenschaften.